# Данила Стоянова
Данила Стоянова е българска поетеса.

## Биография
Родена през 1961 г., Данила Стоянова е дъщеря на драматурга Антоанета Войникова и художника Никола Буков. Неин втори баща е известният литературен критик и преводач Цветан Стоянов. През 1979 г. се установява, че е болна от левкемия в напреднал стадий, и през следващите пет години тя се бори с болестта. Умира през 1984 г. в Париж.

## Творчество
Стихове на Данила Стоянова са издадени за пръв път през 1990 г. в самостоятелната стихосбирка „Спомен за сън“. През 2003 г. те са издадени на английски език в Съединените щати в превод на Людмила Попова-Уайтман. През 2011 г. едно от нейните стихотворения е поставено на фасадата на сграда в Лайден като част от местния проект Поезия по стените.